# Boots (poème)
Pour les articles homonymes, voir Boot (homonymie).
Boots est un poème de l'auteur et poète anglais Rudyard Kipling (1865–1936). Il est publié pour la première fois en 1903, dans son recueil Les Cinq Nations.

## Description
Boots imagine les pensées répétitives d'un fantassin de l'armée britannique marchant en Afrique du Sud pendant la Seconde guerre des Boers. Il est suggéré que les quatre premiers mots de chaque ligne soient lus lentement, à un rythme de deux mots par seconde, pour correspondre à la cadence ou au rythme d'un fantassin en marche.
L'enregistrement oral du poème de 1915 par l'acteur américain Taylor Holmes est utilisé pour son effet psychologique dans les écoles militaires américaines de survie, d'évasion, de résistance et d'évasion.
Le poème est mis en musique pour des voix d'homme grave et des orchestres par P.J. McCall et enregistré en 1929 par le baryton-basse australien Peter Dawson — McCall était en réalité Dawson, publiant sous un pseudonyme. Ce morceau est bientôt enregistré par d'autres chanteurs mais il semble être largement tombé en désuétude, peut-être en raison de la Seconde Guerre mondiale.
Le poète britannique d'origine américaine T. S. Eliot inclut le poème dans son recueil de 1941 A Choice of Kipling's Verse.
Une version en russe du poème, Pyl' (russe : Пыль, Dust), est mis en musique par le barde soviétique Evgeny Agranovich pendant la Seconde Guerre mondiale et utilisé comme chant de marche dans son unité. Le commissaire de l'unité a apprécié la chanson mais a désapprouvé les paroles étrangères. C'est pour cette raison qu'Agranovich a ajouté plus tard à la marche plusieurs couplets de sa propre invention. 

## Dans la culture populaire
La récitation de Holmes est également utilisé dans la bande-annonce cinématographique de la carte Zombies « Terminus » de Call of Duty: Black Ops 6  et plus tard dans les première et deuxième bandes annonces du film d'horreur de 2025 28 ans plus tard, réalisé par Danny Boyle et a également été présentée dans une scène du film lui-même,,.

## Poème
Merci de procéder au transfert en conservant l'historique. 
On marche—marche—marche—marche à travers l’Afrique
À pied—à pied—à pied—à pied, en traînant sur l’Afrique —
(Bottes—bottes—bottes—bottes—qui montent et redescendent !)
Y a pas de congé dans la guerre !
Sept—six—onze—cinq—vingt-neuf bornes aujourd’hui
Quatre—onze—dix-sept—trente-deux la veille aussi —
(Bottes—bottes—bottes—bottes—qui montent et redescendent !)
Y a pas de congé dans la guerre !
Ne—regarde—regarde—regarde surtout pas devant toi.
(Bottes—bottes—bottes—bottes—qui montent et redescendent !)
Des hommes—hommes—hommes—hommes deviennent fous à les voir,
Et y a pas de congé dans la guerre !
Compte—compte—compte—compte les balles dans ta cartouchière.
Si—tes—yeux—flanchent, ils te tomberont dessus !
(Bottes—bottes—bottes—bottes—qui montent et redescendent !)
Y a pas de congé dans la guerre !
On—peut—tenir—la—faim, la soif, la lassitude,
Mais—pas—pas—pas—pas leur vision continue
Bottes—bottes—bottes—bottes—qui montent et redescendent,
Et y a pas de congé dans la guerre !
C’est—moins—dur—le—jour grâce à la compagnie,
Mais la nuit—ramène—des files—de quarante milliards de
Bottes—bottes—bottes—bottes—qui montent et redescendent.
Y a pas de congé dans la guerre !
J’ai—marché—six—semaines en enfer, je vous le jure :
C’est—pas—les—flammes—les démons—ni l’ombre ou le noir,
Mais ces bottes—bottes—bottes—bottes—qui montent et redescendent,
Et y a pas de congé dans la guerre !
Essaie—essaie—essaie—essaie de penser à autre chose,
Oh—mon—Dieu—empêche—moi—de devenir fou !
(Bottes—bottes—bottes—bottes—qui montent et redescendent !)
Y a pas de congé dans la guerre !

## Enregistrements notables
- 1915 – Taylor Holmes (paroles) Victor B 55057[9]
- 1929 – Peter Dawson La Voix de son Maître B 3072[10]
- 1951 – Léonard Warren[11]
- 1935 – Éric Woodburn[réf. à confirmer]
- 1940 – Norman Corwin (récitation orale) Columbia 36055[12]